# August Barnstedt (Jurist, 1793)
August Erich Julius Barnstedt (* 4. Mai 1793 in Delmenhorst, Herzogtum Oldenburg; † 19. August 1865 in Oberstein, Großherzogtum Oldenburg) war ein deutscher Jurist, Richter und Parlamentarier.

## Leben
Barnstedt wurde als Sohn des Kammerassessors und späteren Bürgermeisters von Delmenhorst Johann Friedrich Barnstedt (1750–1839) und dessen zweiter Ehefrau Caroline Friederike Agnese geb. Hüpeden (1769–1837) geboren. Er besuchte die Schule in Verden und war während der französischen Okkupation Sekretär bei der von seinem Vater geleiteten Mairie in Delmenhorst. Anschließend studierte er Rechtswissenschaften an der Georg-August-Universität Göttingen. 1814 wurde er Mitglied des Corps Frisia und des Corps Bremensia Göttingen. Nach Ablegung der Eingangsprüfung für den oldenburgischen Staatsdienst wurde er in das im Wiener Kongress dem Großherzogtum Oldenburg zugesprochene Fürstentum Birkenfeld versetzt und war zunächst Amtsverwalter in Nohfelden und Birkenfeld. 1822 wurde Barnstedt zum Sekretär bei der Regierung in Birkenfeld und zum Advocatus Piarum Causarum ernannt. 1827 übernahm er als Amtmann die Verwaltung des Amtes Oberstein. 1838 erfolgte seine Ernennung zum Hofrat. Nach der oldenburgischen Behördenreorganisation von 1856, die die Justiz von der Verwaltung trennte, wurde er Amtsrichter und Justizrat in Oberstein und erhielt zwei Jahre später den Titel Oberjustizrat. Bis zu seinem Tod blieb er in Oberstein wohnhaft.
Von 1854 bis 1860 gehörte Barnstedt als Abgeordneter des oldenburgischen Wahlkreises Birkenfeld dem Oldenburgischen Landtag an. Barnstedt war Mitglied mehrerer gelehrter Gesellschaften und veröffentlichte zwei Beschreibungen des Fürstentums Birkenfeld, die vorwiegend aus praktischen Erwägungen für die Bedürfnisse der Verwaltung geschrieben wurden, um einen Überblick über die Verhältnisse in den neuerworbenen Gebieten zu geben.

## Familie
Barnstedt war seit dem 23. März 1821 verheiratet mit Marie Philippine geb. Göring (1801–1867). Von den fünf Kindern des Ehepaares wurde Erich (1822–1883) Oberamtsrichter und Karl August (1823–1914) Regierungspräsident des Fürstentums Birkenfeld. Anton Barnstedt, der von 1857 bis 1871 Regierungspräsident des Fürstentums Lübeck war, war sein Bruder.

## Auszeichnungen
- Oldenburgischer Haus- und Verdienstorden des Herzogs Peter Friedrich Ludwig
  - 1858 Kleinkreuz

## Schriften
- Sammlung der Gesetze und Verordnungen, welche seit Aufhebung der französischen Verfassung bis zum Eintritt der Großherzoglich Oldenburgischen Staatsverwaltung erschienen und für das Fürstentum Birkenfeld noch von allgemeinem und bleibendem Interesse sind. Birkenfeld. 1830.
- Versuch einer kurzen statistisch-topographischen Beschreibung des Großherzoglich-Oldenburgischen Fürstentums Birkenfeld, 2 Bde. Birkenfeld. 1832 und 1833.
- Zusammenstellung der für das Großzherzogthum Oldenburg Fürstenthum Birkenfeld noch gesetzliche Kraft habenden französischen Legislation. 1836.
- Sammlung der Gesetze, Verordnungen und allgemeinen Verfügungen für das Fürstentum Birkenfeld. Birkenfeld. 1842.
- Geographisch-historisch-statistische Beschreibung des Großherzoglich Oldenburgischen Fürstenthums Birkenfeld mit Topographie und Karte. 1845 (Digitalisat, Bayerische Staatsbibliothek)
- Versuch des Entwurfs einer Gemeindeordnung für das Fürstentum Birkenfeld. Birkenfeld. 1852.
- Repertorium oder allgemeines Sachregister der für das Großherzoglich Oldenburgische Fürstentum Birkenfeld erlassenen Gesetze, Verordnungen und Bekanntmachungen 1814-1862. Birkenfeld. 1862.